# Zemborzyce Wojciechowskie
Zemborzyce Wojciechowskie – wieś w Polsce położona w województwie lubelskim, w powiecie lubelskim, w gminie Konopnica.
W latach 1975–1998 miejscowość administracyjnie należała do ówczesnego województwa lubelskiego.
Wieś stanowi sołectwo gminy Konopnica. Według Narodowego Spisu Powszechnego z roku 2011 wieś liczyła 378 mieszkańców.